# Lista de espécies do gênero Jania
Jania J.V. Lamouroux, 1812  é o nome botânico  de um gênero de algas vermelhas pluricelulares da família Corallinaceae, subfamília Corallinoideae.
- Algas marinhas encontradas em áreas tropicais, subtropicais e regiões de clima temperado quente.

Atualmente apresenta 40 espécies taxonomicamente válidas, entre elas:

## Espécies
- Jania acutiloba (Decaisne) J.H. Kim, Guiry & H.-G. Choi, 2007

= Amphiroa acutiloba Decaisne, 1842
= Cheilosporum jungermannioides Ruprecht ex Areschoug, 1852
= Cheilosporum acutilobum (Decaisne) Piccone, 1886
- Jania adhaerens J.V. Lamouroux, 1816

= Corallina adhaerens (J.V. Lamouroux) Kützing, 1858
= Jania comosa P.L. Crouan & H.M. Crouan, 1865
- Jania arborescens (Yendo) Yendo, 1905

= Corallina arborescens Yendo, 1902
- Jania articulata N'Yuert & Payri, 2009
- Jania capillacea Harvey, 1853
- Jania crassa J.V. Lamouroux, 1821
- Jania cubensis Montagne ex Kützing, 1849

= Corallina cubensis (Montagne ex Kützing) Kützing, 1858
= Haliptilon cubense (Montagne ex Kützing) Garbary & H.W. Johansen, 1982
- Jania cultrata (Harvey) J.H. Kim, Guiry & H.-G. Choi, 2007

= Amphiroa fastigiata Decaisne, 1842
= Amphiroa cultrata Harvey, 1849
= Amphiroa elegans J.D. Hooker & Harvey, 1849
= Cheilosporum cultratum (Harvey) J.E. Areschoug, 1852
= Cheilosporum elegans J.E. Areschoug, 1852
= Amphiroa multifida Kützing, 1858
= Amphiroa cultrata var. pectinata Kützing, 1858
= Cheilosporum fastigiatum (Decaisne) De Toni, 1905
= Cheilosporum cultratum subsp. multifidum (Kützing) H.W. Johansen, 1977
- Jania decussatodichotoma (Yendo) Yendo, 1905

= Corallina decussatodichotoma Yendo, 1902
- Jania fastigiata Harvey, 1849

= Corallina fastigiata (Harvey) Kützing, 1858
- Jania huertae Chávez, 1971
- Jania intermedia (Kützing) P.C. Silva, 1996

= Corallina intermedia Kützing, 1858
- Jania iyengarii E. Ganesan, 1966
- Jania lobata Zanardini, 1858
- Jania longiarthra E.Y. Dawson, 1953
- Jania longifurca Zanardini, 1844

= Corallina longifurca Zanardini, 1841
= Corallina rubens f. longifurca Zanardini, 1843
= Jania rubens f. longifurca Mazza, 1909
- Jania micrarthrodia J.V. Lamouroux, 1816

= Jania antennina Kützing, 1843
= Jania tenuissima Sonder, 1848
= Jania micrarthrodia var. ß antennina (Kützing) Areschoug, 1852
= Jania micrarthrodia var. alpha tenuissima (Sonder) Areschoug, 1852
= Corallina constricta Kützing, 1858
= Corallina antennina (Kützing) Kützing, 1858
= Corallina tenuissima (Sonder) Kützing, 1858
= Jania micrarthrodia var. tenuissima (Sonder) Sonder, 1880
= Corallina micrarthrodia ( Lamouroux) Reinbold, 1899
= Jania micrarthrodia f. antennina (Kützing) Yendo, 1905
- Jania nipponica (Yendo) Yendo, 1905

= Corallina nipponica Yendo, 1902
- Jania novae-zelandiae Harvey in J.D. Hooker, 1855
- Jania pacifica Areschoug, 1852

= Jania mexicana W.R. Taylor, 1945
- Jania parva Johansen & Womersley, 1994
- Jania prolifera A.B. Joly in A.B. Joly et al., 1966
- Jania pumila J.V. Lamouroux, 1816

= Corallina pumila (J.V. Lamouroux) Kützing, 1858
- Jania pusilla (Sonder) Yendo, 1905

= Corallina nana Leonormand ex Harvey, 1863
= Corallina pusilla Sonder, 1881
= Corallina lenormandiana Grunow ex De Toni, 1905
- Jania pygmaea J.V. Lamouroux, 1816

= Corallina pygmaea ( Lamouroux) Kützing, 1858
- Jania radiata Yendo, 1905

= Corallina radiata Yendo, 1902
- Jania rosea (Lamarck) Decaisne, 1842

= Corallina rosea Lamarck, 1815
= Corallina plumosa Lamarck, 1815
= Corallina gracilis J.V. Lamouroux, 1816
= Corallina cuvieri J.V. Lamouroux, 1816
= Corallina pilifera J.V. Lamouroux, 1816
= Corallina crispata J.V. Lamouroux, 1816
= Corallina turneri J.V. Lamouroux, 1816
= Jania compressa J.V. Lamouroux, 1824
= Jania cuvieri (J.V. Lamouroux) Decaisne, 1842
= Jania crispata (J.V. Lamouroux) Decaisne, 1842
= Jania gracilis (J.V. Lamouroux) Montagne, 1845
= Corallina plumifera Kützing, 1849
= Corallina calliptera Kützing, 1849
= Corallina cuvieri var. crispata (Lamouroux) Areschoug, 1852
= Corallina cuvieri var. denudata Sonder, 1855
= Corallina clavigera Kützing, 1858
= Corallina cuvieri var. turneri (J.V. Lamouroux ) Kützing, 1858
= Corallina denudata Sonder, 1858
= Corallina trichocarpa Kützing, 1858
= Corallina cuvieri var. calliptera (Kützing) Grunow, 1868
= Haliptilon gracile (J.V. Lamouroux) H.W. Johansen, 1971
= Cornicularia gracilis (J.V. Lamouroux) V.J. Chapman & P.G. Parkinson, 1974
= Cornicularia rosea (Lamarck) V.J. Chapman & P.G. Parkinson, 1974
= Cornicularia cuvieri (J.V. Lamouroux) V.J. Chapman & P.G. Parkinson, 1974
= Cornicularia pilifera (J.V. Lamouroux) V.J. Chapman & P.G. Parkinson, 1974
= Haliptilon cuvieri (J.V. Lamouroux) H.W. Johansen & P.C. Silva, 1978
= Haliptilon roseum (Lamarck) Garbary & H.W. Johansen, 1982
= Haliptilon crispatum (J.V. Lamouroux) Garbary & H.W. Johansen, 1982
= Haliptilon piliferum (J.V. Lamouroux) Garbary & Johansen, 1982
= Haliptilon plumiferum (Kützing) Garbary & H.W. Johansen, 1982
= Haliptilon trichocarpa (Kützing) Garbary & Johansen, 1982
= Haliptilon turneri (J.V. Lamouroux) Garbary & H.W. Johansen, 1982
- Jania rubens (Linnaeus) J.V. Lamouroux, 1816

= Corallina rubens Linnaeus, 1758
= Jania rubens var. spermophoros (Linnaeus) J.V. Lamouroux, 1816
= Jania spermophorus J.V. Lamouroux, 1843
- Jania rubrens (L.) Lamour
- Jania sagittata (J.V. Lamouroux) Blainville, 1834

= Corallina sagittata J.V. Lamouroux, 1824
= Amphiroa sagittata (J.V. Lamouroux) Decaisne, 1842
= Amphiroa lamourouxiana Decaisne, 1842
= Cheilosporum sagittatum (J.V. Lamouroux) J.E. Areschoug, 1852
= Jania lamourouxiana (Decaisne) J.H. Kim, Guiry & H.-G. Choi, 2007
- Jania sanctae-marthae Schnetter, 1972
- Jania santae-marthae Schnetter
- Jania spectabile (Harvey ex Grunow) J.H. Kim, Guiry & H.-G. Choi,  2007

= Cheilosporum spectabile Harvey ex Grunow, 1874
- Jania squamata (Linnaeus) J.H. Kim, Guiry & H.-G. Choi in Ji Hee Kim et al., 2007

= Corallina squamata Linnaeus, 1758
= Haliptilon squamatum (Linnaeus) H.W. Johansen, L.M. Irvine & A. Webster, 1973
- Jania subpinnata E.Y. Dawson, 1953
- Jania tenella (Kützing) Grunow, 1874

= Corallina tenella Kützing, 1858
- Jania ucrainica Maslov, 1962
- Jania ungulata (Yendo) Yendo, 1905

= Corallina ungulata Yendo, 1902
- Jania verrucosa J.V. Lamouroux, 1816

= Jania pedunculata J.V. Lamouroux, 1816
= Jania natalensis Harvey, 1849
= Jania micrarthrodia var. crassa (J.V. Lamouroux) J.E. Areschoug, 1852
= Jania natalensis var. tenuior Harvey, 1857
= Corallina natalensis (Harvey) Kützing, 1858
= Corallina verrucosa ( Lamouroux) Kützing, 1858
= Corallina pedunculata ( Lamouroux) Kützing, 1858
- Jania yenoshimensis (Yendo) Yendo, 1905

= Corallina yenoshimensis Yendo, 1902